# WS-BPEL4People
Die WS-BPEL Extension for People (WS-BPEL4People) ist eine Erweiterung zu WS-BPEL (Sprache zur Beschreibung von Geschäftsprozessen) und damit ebenfalls im Kontext von WS-* einzuordnen. Seit Juni 2007 liegt die Spezifikation, die ursprünglich als Whitepaper von IBM und SAP vorgestellt wurde, zur Standardisierung bei OASIS. WS-BPEL4People nutzt die Spezifikation WS-HumanTask, die vom gleichen OASIS-Komitee weiterentwickelt wird. Die Spezifikation wurde von Adobe, IBM, BEA, Oracle, SAP und Active Endpoints erarbeitet. Während WS-BPEL lediglich die Orchestrierung von Webservices beschreibt, ermöglicht WS-BPEL4People, dabei auch eine rollenbasierte menschliche Interaktion miteinzubeziehen.

## Features von WS-BPEL4People
- Das neue Element people activity
- Ein Kompositionsmodell  um menschliche Aufgaben zu beschreiben und zu managen
- Möglichkeiten, den Kontext, Zustand und Lifecycle einer people activity zu beschreiben und zu steuern
- Generische Rollenbeschreibungen und logische Gruppen sowie konkrete Assignments für Personen abhängig vom jeweiligen Prozess
- Unterstützung von Restriktionen zeitlicher Art an Aktivitäten
- Möglichkeit für Akteure, auf den Kontext zuzugreifen und daraus bspw. Informationen über vorangegangene Bearbeiter zu erhalten
- Umsetzung bestimmter Interaktionsmuster wie z. B. das Vier-Augen-Prinzip
- Erweiterbarkeit

## Zusammenspiel von WS-BPEL4People und WS-HumanTask
Während WS-BPEL4People sich um die konkrete Einbindung von menschlicher Interaktion in Geschäftsprozesse kümmert, stellt WS-HumanTask mehr eine abstrakte Beschreibung von menschlicher Interaktion so wie den Zugriff darauf zur Verfügung.